# Joachim Wtewael
Joachim Anthoniszoon Wtewael, även känd som Uytewael, född 1566 i Utrecht, död 1 augusti 1638 i Utrecht, var en nederländsk konstnär.

## Biografi
Joachim Uytwael var först elev till sin far, som var glasmålare. Han tillbringade fyra år i Italien och Frankrike. Uytewael var tillsammans med Abraham Bloemaert den mest typiske företrädaren för den manieristiska riktningen vid sekelskiftet 1600. Hans kompositioner med historiska eller bibliska motiv var ofta mångfiguriga och återgav människor i komplicerade ställningar och våldsam rörelse.

### Familj
Han gifte sig med Christina Wtewael van Halen (1568–1629) som han fick två söner med: Peter (1596 – 1660), som likt sin far slog sig in på konstnärsbanan, och Jan (1598–1652). Paret hade också minst två döttrar, varav en, Eva (1607–1635), är avbildad på en av Joachim Wtewaels målningar.

## Målningar

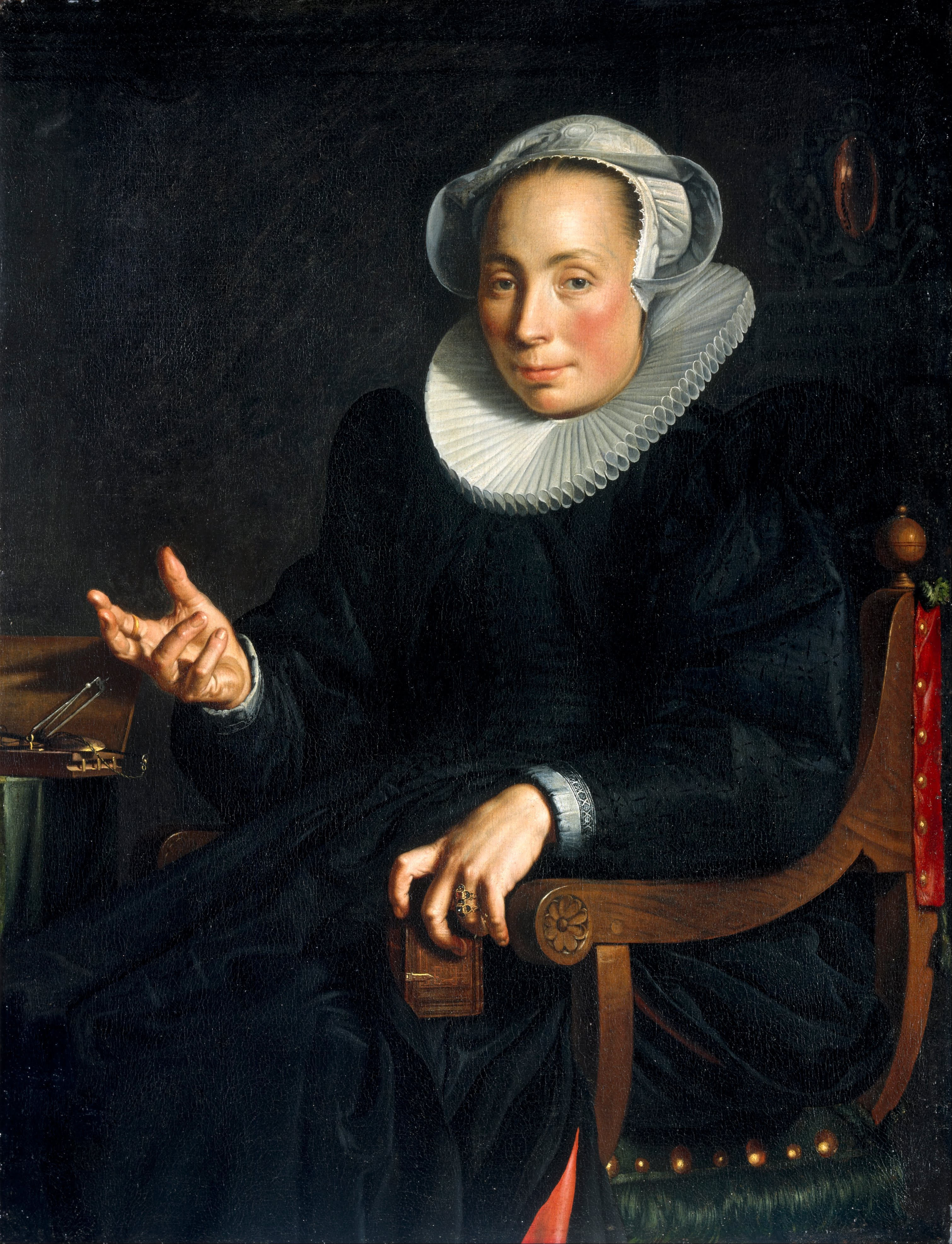
Christina Wtewael van Halen, 1601
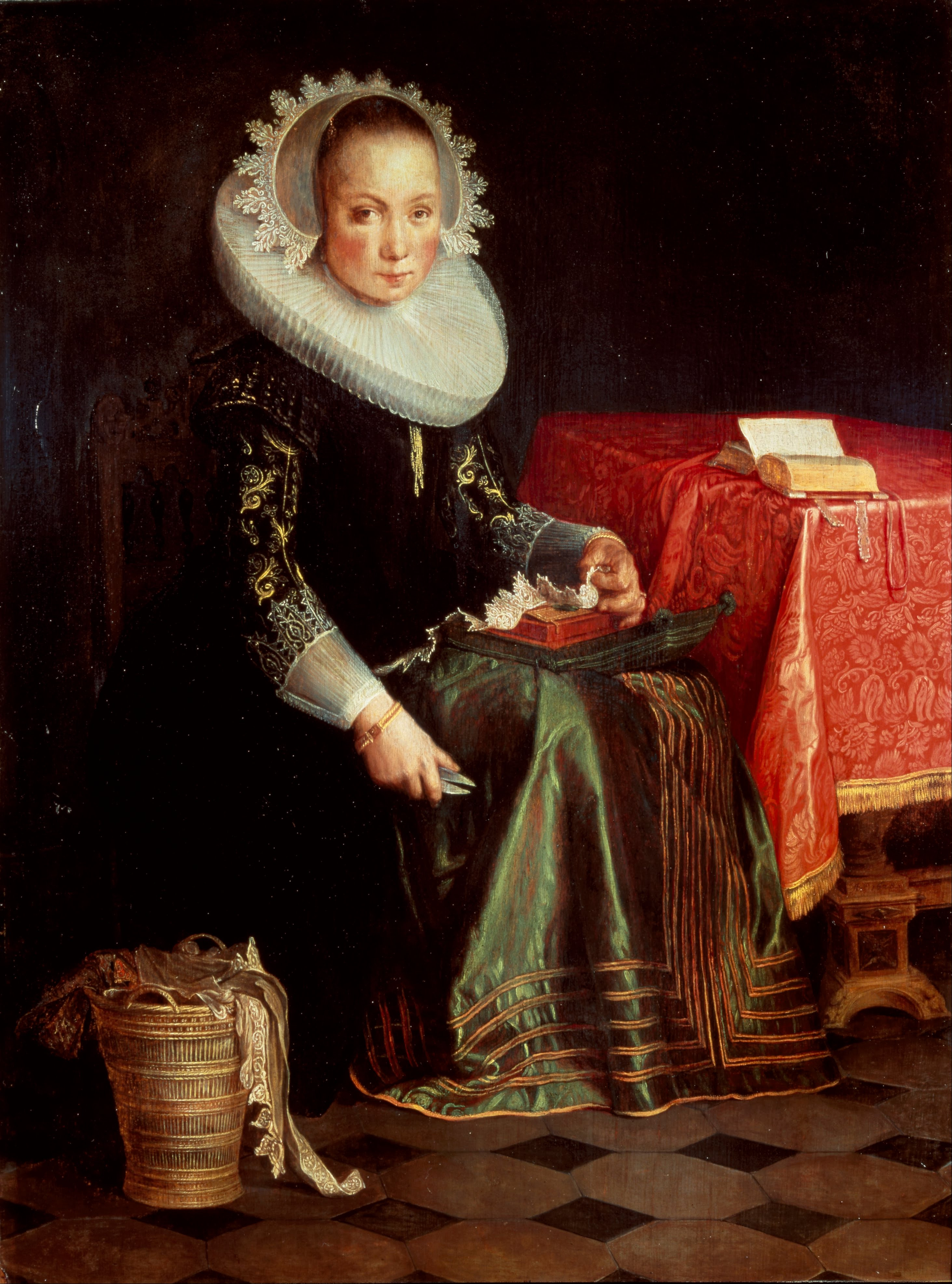
Eva Wtewael, 1628